# Idaho megye
Idaho megye az Amerikai Egyesült Államokban, azon belül Idaho államban található. Megyeszékhelye és legnagyobb városa Grangeville. Lakosainak száma 16 541 fő (2020. április 1.). Idaho megye Clearwater, Valley, Missoula, Ravalli, Lemhi, Adams, Wallowa, Nez Perce és Lewis megyékkel határos.

## Népesség
A megye népességének változása:
| Lakosok száma | 16 295 | 16 467 | 16 327 | 16 116 | 16 272 | 16 541 |
|               | 2010   | 2011   | 2012   | 2013   | 2015   | 2020   |